# Radoslav Látal
Radoslav Látal (* 6. ledna 1970, Olomouc) je bývalý český fotbalový obránce či záložník, reprezentant Československa, nyní fotbalový trenér bez angažmá. Naposledy vedl FK Jablonec
Jako hráč působil mimo Česko (resp. Československo) na klubové úrovni v Německu. Jako kouč trénoval mimo Českou republiku na Slovensku a v Polsku.
Má syna Radka, který je fotbalistou.

## Hráčská kariéra
S fotbalem začínal v týmu FK Němčice nad Hanou, odkud v průběhu mládeže zamířil nejprve do 1. SK Prostějov, a poté do Sigmy Olomouc. V roce 1987 se propracoval do prvního týmu. Po následném angažmá v mužstvu Dukla Praha, se vrátil do Olomouce. Před sezonou 1994/95 přestoupil do německého týmu FC Schalke 04, zde působil několik sezon a zahrál si i evropské poháry, vyhrál s klubem Pohár UEFA 1996/97. S přibývajícím věkem se vrátil zpět do olomoucké Sigmy, zde se však nepohodl s vedením klubu a přestoupil do Baníku Ostrava. Za ostravský celek podával vynikající výkony, byl také kapitánem týmu, když Baník získal po dlouhých letech v sezoně 2003/04 mistrovský titul.

## Reprezentační kariéra
Radoslav Látal debutoval v A-mužstvu Československa 13. listopadu 1991 v kvalifikačním utkání proti domácímu Španělsku, v 80. minutě střídal na hřišti Petra Dubovského. Utkání skončilo vítězstvím Španělska 2:1.
V roce 1996 se stal vicemistrem Evropy a zúčastnil se i Eura 2000 (kde český tým nepostoupil ze základní skupiny).
Bilance Radoslava Látala:
- za Československo: 11 zápasů, 3 výhry, 5 remíz, 3 prohry, 2 vstřelené góly.
- za Českou republiku: 47 zápasů, 26 výher, 9 remíz, 12 proher, 1 vstřelený gól.

### Reprezentační góly a zápasy
| Rok    | Zápasy | Góly |
| ------ | ------ | ---- |
| 1991   | 2      | 0    |
| 1992   | 3      | 0    |
| 1993   | 6      | 2    |
| Celkem | 11     | 2    |

| Rok    | Zápasy | Góly |
| ------ | ------ | ---- |
| 1994   | 7      | 1    |
| 1995   | 7      | 0    |
| 1996   | 12     | 0    |
| 1997   | 7      | 0    |
| 1998   | 6      | 0    |
| 1999   | 1      | 0    |
| 2000   | 6      | 0    |
| 2001   | 1      | 0    |
| Celkem | 47     | 1    |

Góly Radoslava Látala za reprezentační A-mužstvo Československa 
| Gól | Datum       | Stadion                                | Soupeř   | Skóre (min.) | Výsledek | Soutěž                 | Gól         |
| --- | ----------- | -------------------------------------- | -------- | ------------ | -------- | ---------------------- | ----------- |
| 010 | 28. 4. 1993 | Bazaly, Ostrava                        | Wales    | 01:1 0(38.)  | 1:1      | kvalifikace na MS 1994 | padl ze hry |
| 02  | 02. 6. 1993 | Všešportový štadion, Košice, Slovensko | Rumunsko | 02:1 0(38.)  | 5:2      | kvalifikace na MS 1994 | padl ze hry |

Gól Radoslava Látala za reprezentační A-mužstvo České republiky 
| Gól | Datum       | Stadion                  | Soupeř  | Skóre (min.) | Výsledek | Soutěž           | Gól         |
| --- | ----------- | ------------------------ | ------- | ------------ | -------- | ---------------- | ----------- |
| 010 | 23. 2. 1994 | Inönü, Istanbul, Turecko | Turecko | 01:2 0(19.)  | 1:4      | přátelské utkání | padl ze hry |

## Trenérská kariéra
Byl hlavním trenérem u A-mužstev klubů MFK Frýdek-Místek a SFC Opava, od září 2010 trénoval FK Baník Sokolov 1948. V březnu 2012 převzal po Pavlu Malurovi prvoligový tým FC Baník Ostrava, kde podepsal kontrakt do léta 2013, ale v říjnu 2012 byl po sérii špatných výsledků Ostravy propuštěn. Jeho nástupcem se stal Martin Pulpit.

### MFK Košice
V září 2013 převzal trenérskou funkci v klubu MFK Košice, s nímž v sezoně 2013/14 vyhrál slovenský fotbalový pohár (ve finále jeho mužstvo porazilo ŠK Slovan Bratislava 2:1). Tímto se Košice kvalifikovaly do 2. předkola Evropské ligy UEFA 2014/15. V něm 17. července 2014 narazili jeho svěřenci na český klub FC Slovan Liberec a přestože měli více ze hry, podlehli na domácí půdě 0:1. Košice pak prohrály i v odvetě a do 3. kola nepostoupily. Po podzimní části sezony 2014/15 dal výpověď kvůli finanční insolventnosti klubu a neuhrazeným závazkům, což prezident MFK Košice Blažej Podolák popřel.

### Piast Gliwice
20. března 2015 se stal trenérem polského klubu Piast Gliwice. S týmem uzavřel kontrakt do léta 2015. V ročníku 2014/15 mužstvo pod jeho vedením obsadilo 12. místo v tabulce Ekstraklasy. Před následující sezonou podepsal s vedením klubu nový roční kontrakt. Za rok 2015 získal v Polsku ocenění Obcokrajowiec Roku 2015 (cizinec roku 2015). V průběhu ročníku 2015/16 uzavřel s Piastem nový kontrakt do 30. 6. 2017. Ve stejné sezoně s týmem dosáhl historického umístění, když jeho klub skončil na druhé příčce a kvalifikoval se do druhého předkola Evropské ligy UEFA. V květnu 2016 byl zvolen nejlepším trenérem polské ligy za sezónu 2015/16. V červenci 2016 v Piastu na vlastní žádost skončil. Nakonec se však s Piastem dohodl na novém angažmá a působil zde od září 2016 do března 2017.